# Triangulação geodésica

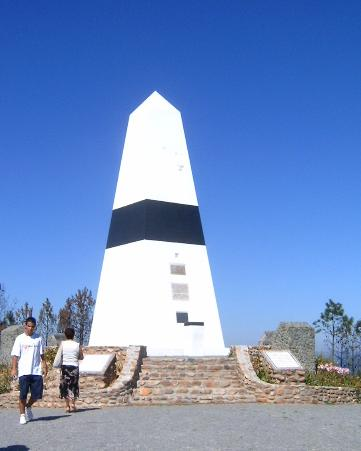
Marco geodésico de Melriça em Vila de Rei, que marca o centro geográfico de Portugal.

A triangulação geodésica consiste numa rede de marcos construídos sobre círculos de altura iguais, sobre a superfície terrestre ou quando na projeção de Mercator toma a forma de um elipsoide, Os marcos geodésicos permitem a obtenção das coordenadas dos pontos que formam os vértices dos triângulos com elevada precisão e são utilizados para os mais variados trabalhos, como levantamentos topográficos, através do transporte de retas orientadas a partir desses pontos conhecidos e não das estrelas. Um topógrafo experiente pode obter a partir da observação dos marcos geodésicos coordenadas com precisões muito superiores às obtidas por posicionamento com GPS.

## Links
- Instrumento para a resolução de triângulos esféricos